# George Marcu
George Marcu (n. 18 martie 1913, Perivole, Macedonia de Vest – d. 24 decembrie 1984, București) a fost un compozitor, dirijor, folclorist și cântăreț de origine aromână.

## Biografie
S-a născut la data de 18 martie 1913 în satul Perivole din Grevena, regiunea Macedonia de Vest, Grecia.
Între 1932-1934 urmează studiile muzicale la Conservatorul din București, unde îl are ca profesor de folclor muzical pe Constantin Brăiloiu.
Între 1948-1954 devine dirijor și compozitor la Ansamblul macedo-român din București, după ce face primele culegeri sistematice de folclor aromân pe care le prelucrează pentru ansamblu. Două titluri notabile de prelucrări sunt Gaida și Tumbe, tumbe. În paralel este responsabil artistic al Orchestrei „Barbu Lăutaru”.
În 1949 devine cercetător la Institutul de Folclor din București până în anul 1954. Revine la institut în 1959 activând până la sfârșitul vieții.
Între 1959-1968 este instructor artistic și compozitor al grupului vocal din Ministerul Petrochimic.
A fost colaborator al „Revistei de folclor” (devenită ulterior „Revista de etnografie și folclor”).
A orchestrat și dirijat acompaniamentul instrumental al pieselor cântăreței Marica Pitu înregistrate în anul 1970 la Radiodifuziunea Română atât în dialectul macedoromân (aromân), cât și în cel dacoromân (român). Titluri notabile din această serie sunt: Nu va dada s'mi mărită (Nu vrea mama să mă mărite), Bună dzua, picurare (Bună ziua, păstorule), Fată cu ochi măslinii etc. Cea din urmă piesă este una din cele mai cunoscute ale acestei cântărețe, fiind foarte difuzată la vremea sa.

## Decesul
Moare la data de 24 decembrie 1984 la București.

## Lucrări

### Volume
- Folclor muzical aromân, Editura Muzicală, București, 1977, 206 p.

### Articole
- „Cîntecele polifonice aromîne” în Revista de Folclor, tomul 3, nr. 2, 1958
- „Un sistem identic de execuție polifonică a cîntecelor populare, întâlnit la unele popoare din Peninsula Balcanică” în Revista de Etnografie și Folclor, tomul 13, nr. 6, 1968

## Discografie
George Marcu a prelucrat și s-a îngrijit de numeroase înregistrări de folclor aromân, însă a avut o singură apariție discografică la casa de discuri Electrecord:
| An   | Număr de catalog                       | Format           | Piese                                                                                    | Acompaniament            |
| ---- | -------------------------------------- | ---------------- | ---------------------------------------------------------------------------------------- | ------------------------ |
| 1967 | EPC 758 Muzic.ă populară macedo-română | vinil, EP, 17 cm | 1. Cu furca-n mână 2. Vanghelița mea 3. Doispreți di-ani tu munți-iu fui 4. Tumbe, tumbe | Orchestrele George Marcu |